# Le Mans 24 Hours
Le Mans 24 Hours (intitolato Test Drive Le Mans negli Stati Uniti) è un simulatore di guida basato sulla celebre gara automobilistica 24 Ore di Le Mans. Il gioco è stato acquistato da Infogrames che lo ha reso parte della serie Test Drive.